# Kirsti Lay
Pour les articles homonymes, voir Lay.
Kirsti Lay-Giroux, née le 7 avril 1988 à Medicine Hat, est une athlète canadienne. Elle pratique le patinage de vitesse avant de devenir coureuse cycliste. Spécialiste de la piste, elle est vice-championne du monde de poursuite par équipes en 2016 et médaillée de bronze en 2015.
Avant de pratiquer le cyclisme en compétition, Lay était une patineuse de vitesse. Elle a notamment participé aux championnats du monde junior de patinage de vitesse en 2005, 2006 et 2007 et à l'Universiade d'hiver de 2009.

## Palmarès sur piste

### Jeux olympiques
- Rio 2016
  -  Médaillée de bronze de la poursuite par équipes

### Championnats du monde
- Saint-Quentin-en-Yvelines 2015
  -  Médaillée de bronze de la poursuite par équipes
- Londres 2016
  -  Médaillée d'argent de la poursuite par équipes
- Hong Kong 2017
  - 6e de la poursuite par équipes[1]
  - 7e de la poursuite individuelle[2]

### Coupe du monde
- 2014-2015
  - 2e de la poursuite par équipes à Guadalajara
  - 3e de la poursuite par équipes à Londres
- 2015-2016
  - 1re de la poursuite par équipes à Cali (avec Jasmin Glaesser, Allison Beveridge et Stephanie Roorda)
  - 2e de la poursuite par équipes à Cambridge
- 2016-2017
  - 3e de la poursuite par équipes à Los Angeles

### Championnats panaméricains
- Santiago 2015
  -  Médaillée d'argent de la poursuite par équipes (avec Stephanie Roorda, Allison Beveridge et Annie Foreman-Mackey)

### Jeux panaméricains
- Toronto 2015
  -  Médaillée d'or de la poursuite par équipes (avec Laura Brown, Jasmin Glaesser et Allison Beveridge)

### Championnats du Canada
- 2014
  - 3e de la poursuite par équipes
- 2015
  -  Championne du Canada de poursuite par équipes (avec Jasmin Glaesser, Laura Brown et Allison Beveridge)
  - 2e de la poursuite individuelle
  - 3e du 500 mètres

## Palmarès sur route
- 2017
  - Tucson Bicycle Classic :
    - Classement général
    - 3e étape

  - 1re étape de la Cascade Cycling Classic
  - Green Mountain Stage Race :
    - Classement général
    - 2e et 3e étapes

  - 2e du Grand Prix cycliste de Gatineau
  - 2e du championnat du Canada sur route
- 2018
  - 3e du championnat du Canada du contre-la-montre
  - 3e de la White Spot Delta Road Race

### Classements mondiaux
| Année                                 | 2014 | 2015 | 2016 | 2017 | 2018 |
| ------------------------------------- | ---- | ---- | ---- | ---- | ---- |
| Classement UCI                        | 148e | 659e | nc   | 74e  | 131e |
| UCI World Tour                        |      |      | nc   | 118e | 127e |
|                                       |      |      |      |      |      |
| Légende : nc = non classéSource : UCI |      |      |      |      |      |